# Santi Iacopo e Filippo
Santi Iacopo e Filippo (nebo také San Iacopo in Orticaia) je katolický kostel v Pise na via San Michele degli Scalzi.
Místo je písemně doloženo jako sídlo augustiniánů z roku 1110. Budova byla původně jednolodní s apsidou, s nedokončenou fasádou z mramoru, který byl získán ze starořímských staveb. Rekonstrukce proběhly v 16. a 18. století; loď byla rozdělena na tři části s atriem a sakristií. V 18. století byly zdi vyzdobeny freskami s výjevy ze života světců.

## Galerie

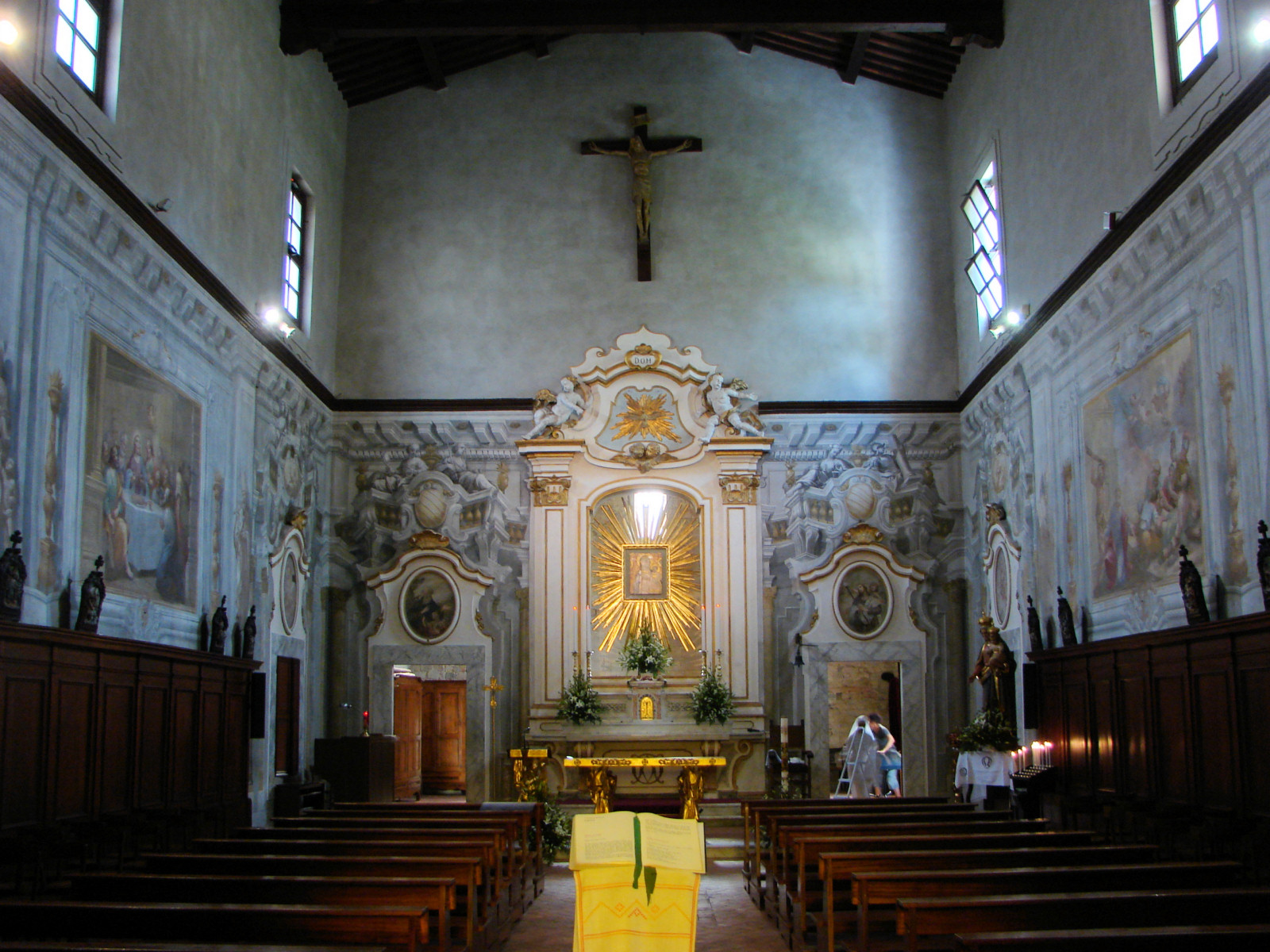
Interiér
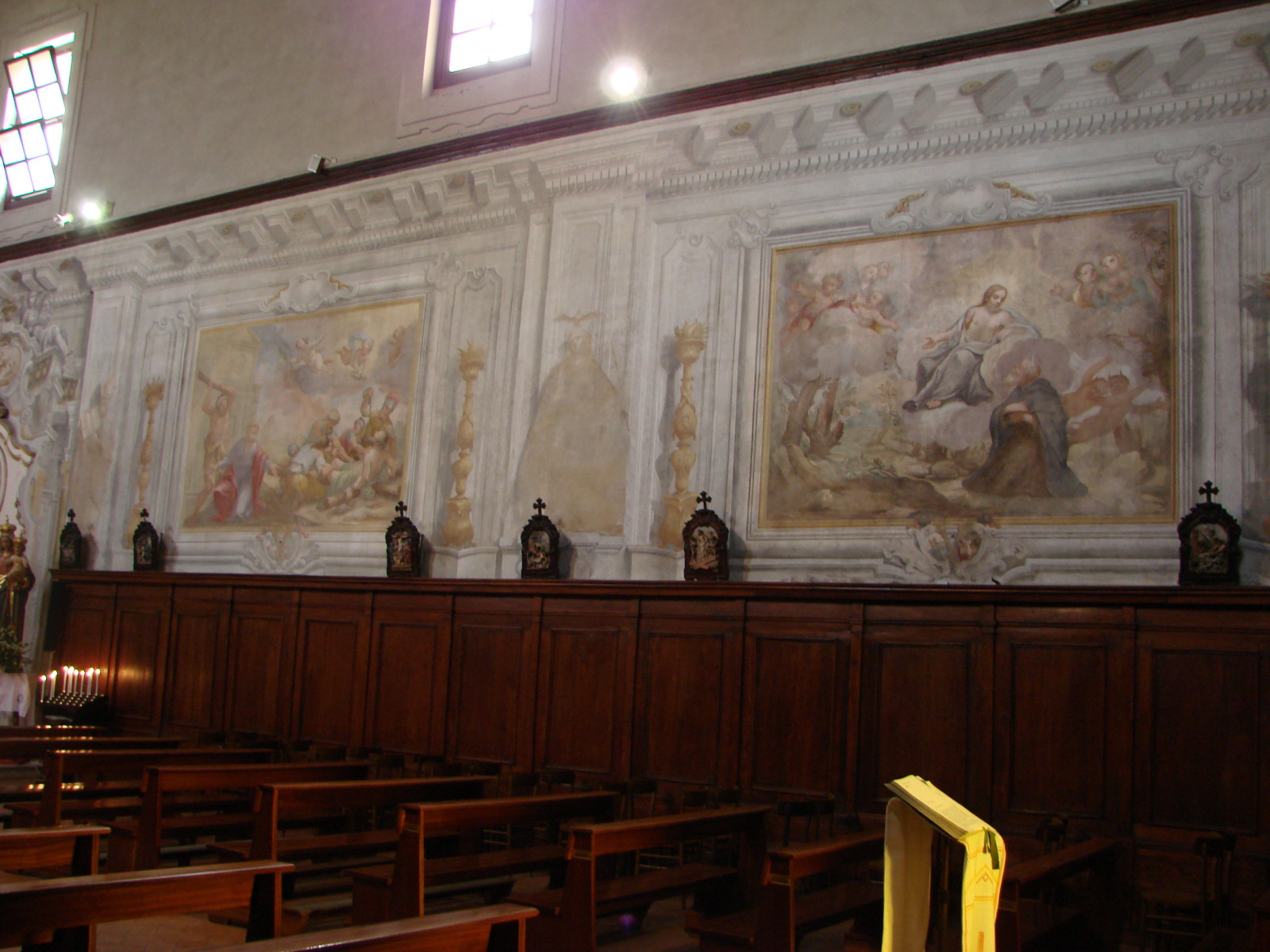
Fresky
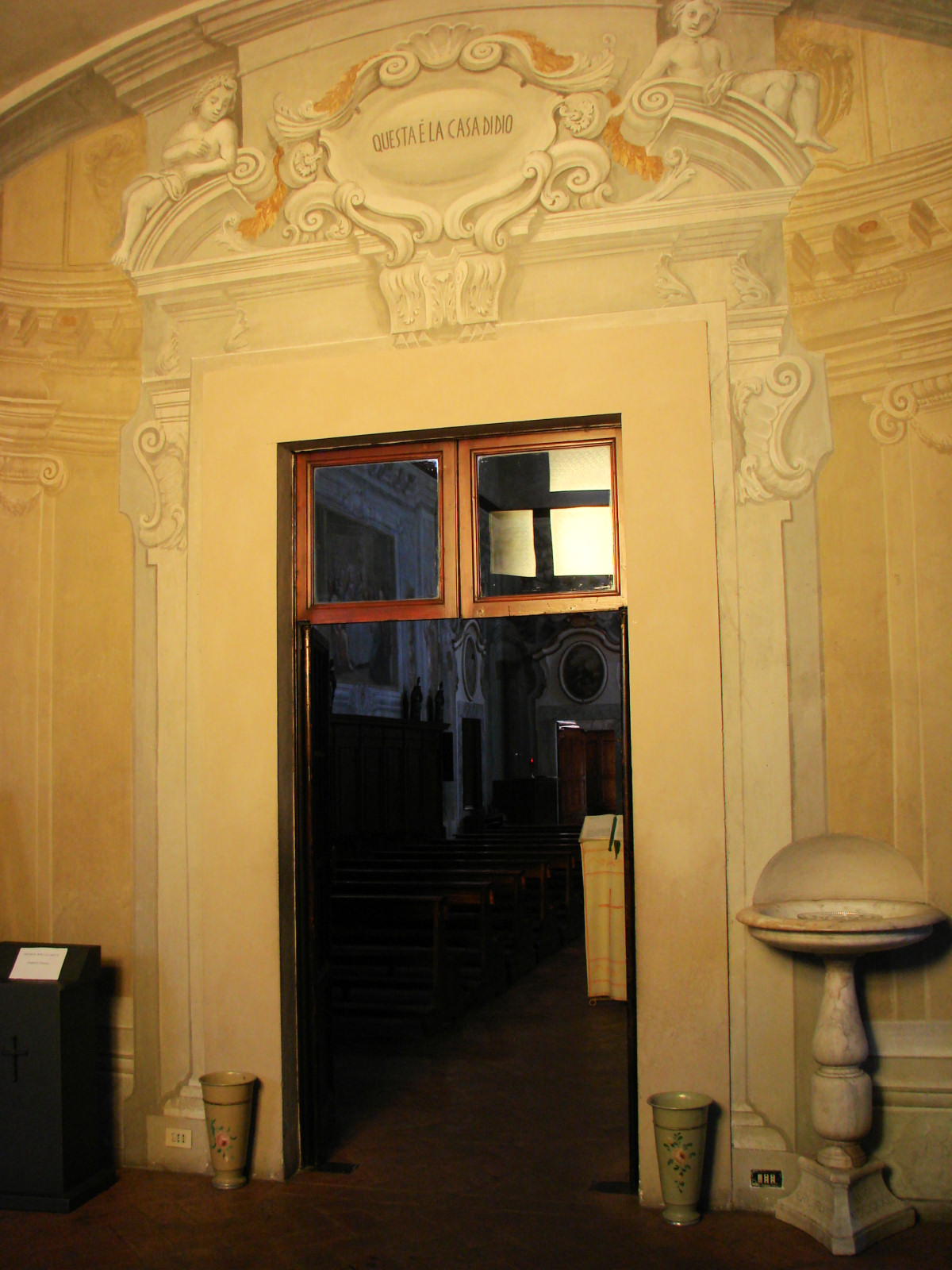
Atrium